# Würfelturm

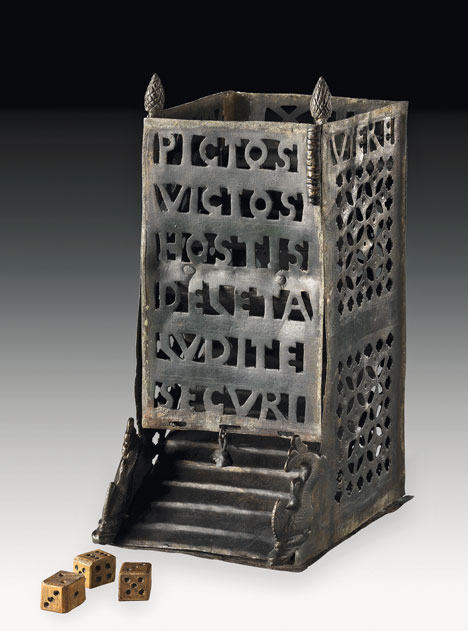
Der Würfelturm aus Froitzheim datiert aus dem 4. Jhdt. n. Chr.

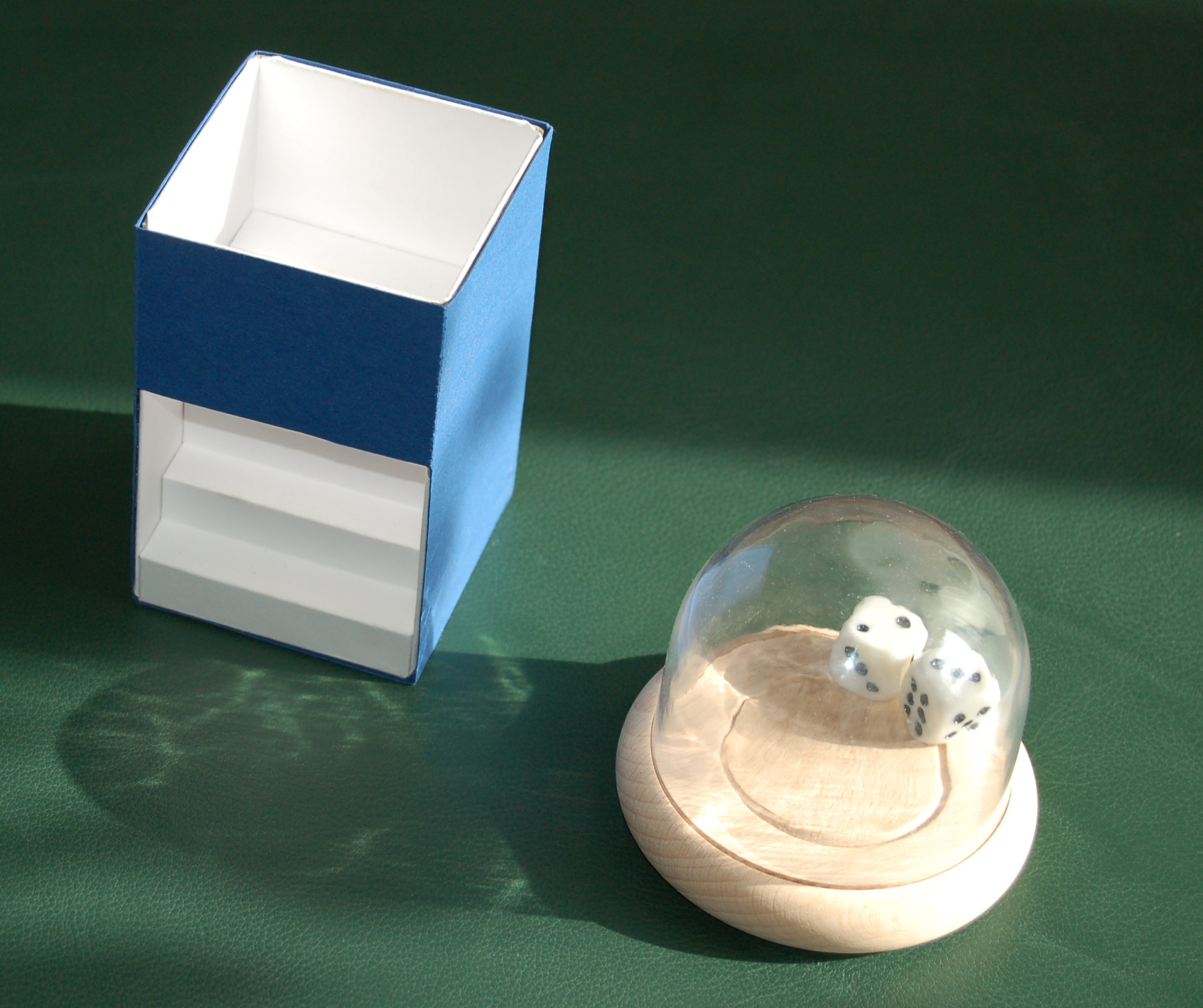
Würfelturm und Würfelbox

Ein Würfelturm oder lateinisch eine Turricula dient dazu, Manipulationen beim Werfen von Spielwürfeln auszuschließen. Die Turricula ist ein kleines oben offenes, quaderförmiges Kästchen aus Metall oder Holz, teilweise mit Verstrebungen im Inneren. Die Würfel werden oben in den Turm geworfen und rollen über schiefe Ebenen und Stufen vorne wieder heraus.
Turriculae wurden nicht nur für Glücksspiele, sondern auch für Würfel-Brettspiele verwendet, wie etwa für das Ludus duodecim scripta, einen Vorläufer des heutigen Backgammon.
Würfeltürme finden sich zwar auf vielen Abbildungen, es wurden allerdings bisher erst zwei Exemplare aus der Spätantike gefunden:
- Der hölzerne Würfelturm aus Qustul befindet sich im Ägyptischen Museum in Kairo.
- Die im Jahre 1984 in einer römischen Villa bei Froitzheim gefundene, sehr schön gearbeitete Turricula aus Bronze (um 368 n. Chr.) ist im Rheinischen Landesmuseum in Bonn zu besichtigen. Diese ist von hohem künstlerischem Wert und wurde mit zwei Sprüchen in Durchbrucharbeit verschönt: Utere felix vivas (Benutze sie mit Glück und lebe!) und Pictos victos, hostis deleta. Ludite securi. (Die Pikten sind besiegt, die Feinde vernichtet. Spielt unbesorgt!).

Um Betrügereien beim Würfelspiel zu verhindern, wurden von den Römern auch Würfelbecher mit Lippen verwendet, um sicherzustellen, dass die Würfel in jedem Fall springen. Diese Idee wurde ebenso wie die Idee der Turricula in der Gegenwart wieder aufgenommen, letztere findet sich in den sogenannten Baffle boxes, welche zum Teil beim Backgammon verwendet werden, wieder.
Das Falschspiel mit gezinkten Würfeln lässt sich jedoch auch bei Verwendung einer Turricula nicht verhindern.

## Brettspiele, bei denen ein Würfelturm verwendet wird

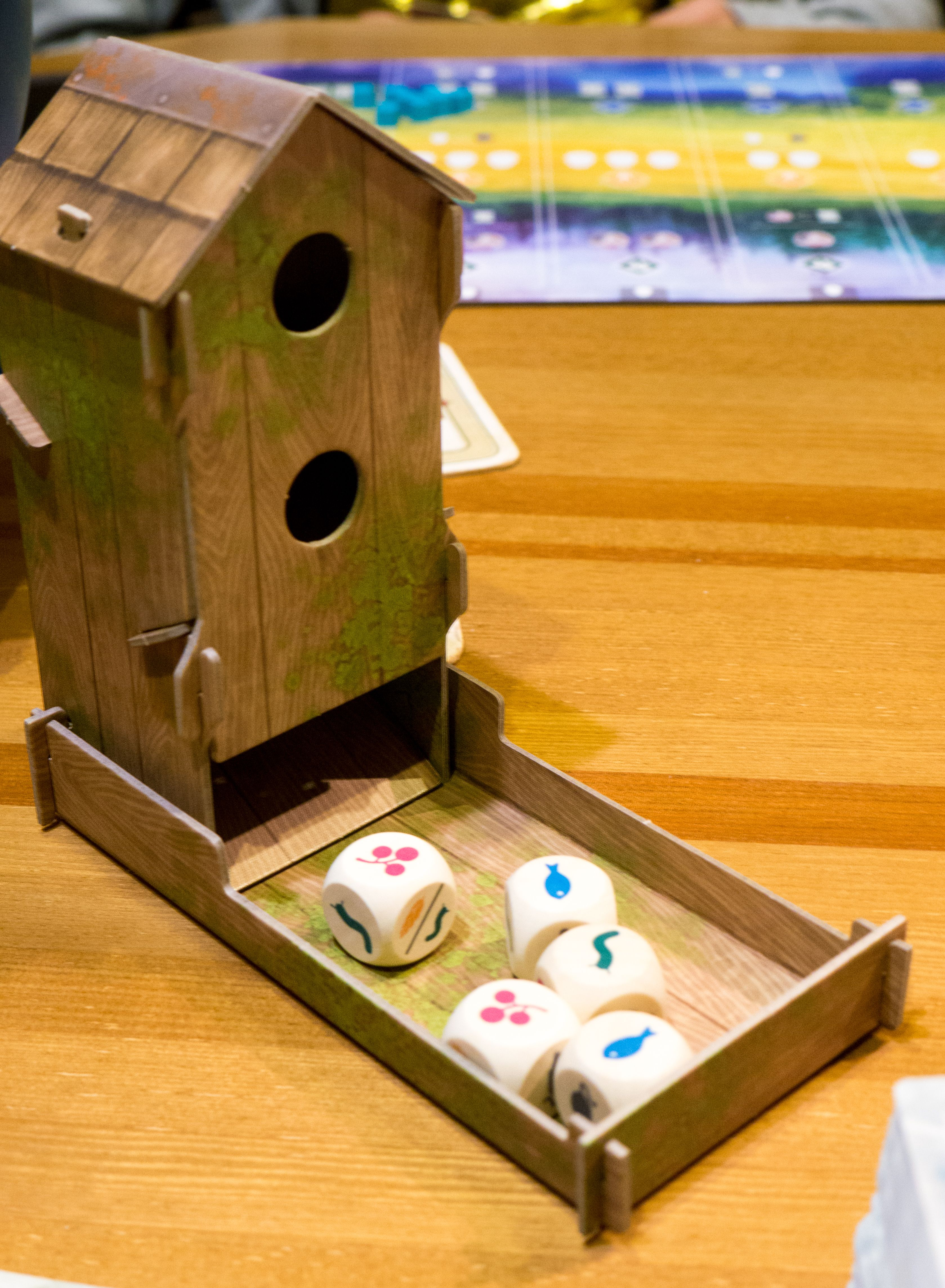
Würfelturm im Brettspiel Flügelschlag

- Drachenland (Ravensburger)
- Flügelschlag